# Корамар (Верона)
Корамар је насеље у Италији у округу Верона, региону Венето.
Према процени из 2011. у насељу је живело 20 становника. Насеље се налази на надморској висини од 135 м.